# الاتحاد الوطني (تشاد)
الاتحاد الوطني (بالفرنسية: Union nationale)‏ هو حزب سياسي في تشاد. في الانتخابات التشريعية التي أجريت في 21 أبريل 2002، فاز الحزب وفقًا للاتحاد البرلماني الدولي بمقعد واحد من أصل 155 مقعدًا.